# Joel-Peter Witkin
Joel-Peter Witkin (Nova Iorque, 13 de setembro de 1939) é um fotógrafo norte-americano.
Trabalhou como fotógrafo de guerra entre 1961 e 1964, durante a Guerra do Vietnã. Mais tarde entrou para a Cooper Union em Nova Iorque, onde estudou escultura e formou-se bacharel em artes em 1974.